# ود النو
ود النو قرية تقع جنوب ولاية الجزيرة في السودان على ارتفاع 413 متر (1355 قدم) فوق سطح البحر وتبعد حوالي 225 كيلومتر (139 ميل) من العاصمة الخرطوم و 24 كيلو متر (14.912 ميل) تقريباً من مدينة ود مدني حاضرة الولاية و13 كيلومتر (8.077 ميل) من بلدة بركات  حيث رئاسة مشروع الجزيرة، وتعتبر ود النو إحدى القرى الرئيسية في مشروع الجزيرة على خط السكة الحديدية والطريق السريع الرابط بين سنار والخرطوم وكانت أول محطة للتجارب الزراعية في مشروع الجزيرة.

## الموقع
تقع قرية ود النو بين خطي 14 درجة 12 دقيقة شمالاً و33 درجة 34 دقيقة شرقاً ويحدها من الشمال قرية ودالنور ومن الغرب خط السكة الحديدية المتجهة نحو ود مدني والحاج غبدالله  ومن الجنوب مكتب تفتيش ود النو وقرية الصديق ، من الشرق شارع مدني- سنار.

## التسمية
يُنسب اسم ود النو (بفتح النون وتسكين الواو) إلى رجل من منطقة اللعوتة بالجزيرة كان يفد إليها مع اغنامه في فصل الصيف ويبقى فيها حتي هطول الأمطار بالمنطقة وإسمه ولد النو ، إلا أن من أسسها كمستوطنة بشرية هو الخليفة عبدالرحمن الفكي وحافظ على اسمها الأصلي.

## السكان
يقطن المنطقة مزيج من مختلف قبائل السودان مثل الرفاعة والحلاوين والبطاحين والكواهلة وبعض الجعليين و الشايقية.

## النشاط الاقتصادي
يعمل معظم سكان القرية في الزراعة وتربية الماشية ويمتهن بعضهم التجارة ومهن أخرى خدمية.

## التعليم
توجد بها مدرسة لمرحلة الأساس للبنين يعود تاريخ تأسيسها إلى سنة 1956 ومدرسةأخرى للبنات تأسست سنة 1964 ومدرسة ثانوية مشتركة للبنين والبنات تم تأسيسها في عام 1969. وإلى جانب ذلك توجد بها ثلاثة رياض أطفال إحداهما خاصة والأخريين حكومتين.

## الرعاية الطبية
يوجد في ود النو مركزاً صحياً كبيراً ، ولا يوجد بها مستشفى.

## الرياضة
هناك نادياً رياضياً عريقاً تأسس سنة 1962 افتتح علي يد الحاكم العسكري لمديرية النيل الأزرق (ولايتي الجزيرة و ولاية النيل الأزرق جالياً) وكان يشمل جميع ضروب الرياضة من كرة سلة إلى كرة طائرة وكرة مضرب فضلاً عن كرة القدم ذات الشعبية الكبيرة في المنطقة. وكان نادي ود النو الرياضي وهذا هو اسمه، يعتبر بمثابة قبلة لموظفي مشروع الجزيرة للعب فيه باعتباره من أقدم أندية المنطقة تاريخياً. 

## المرافق الدينية
يوجد بقرية ود النو ثلاث مساجد وهي:
- المسجد العتيق الذي تأسس عام 1972
- مسجد مكة
- مسجد زاوية الخليفة تمساح

## مشروع الجزيرة
أقيمت في ود النو أولى حقول التجارب الزراعية الأولية لمشروع الجزيرة الزراعي في سنة 1911 عندما كان المشروع يعمل في بدايته بنظام الري بالطلمبات. وتعد محطة تجارب ودالنو لإكثار البذور ثاني محطة من نوعها في المشروع بعد محطة ود مدني.

## النقل
توجد في ود النو محطة سكك حديد السودان تخدم التجارة والتنقل في المنطقة خاصة في موسم حج حيث يأتي إليها الحجيج من جميع المناطق المجاورة للسفر عبر القطار إلى العاصمة الخرطوم.